# Bab Assalam
Bab Assalam est un groupe franco-syrien de musiques du monde.

## Histoire

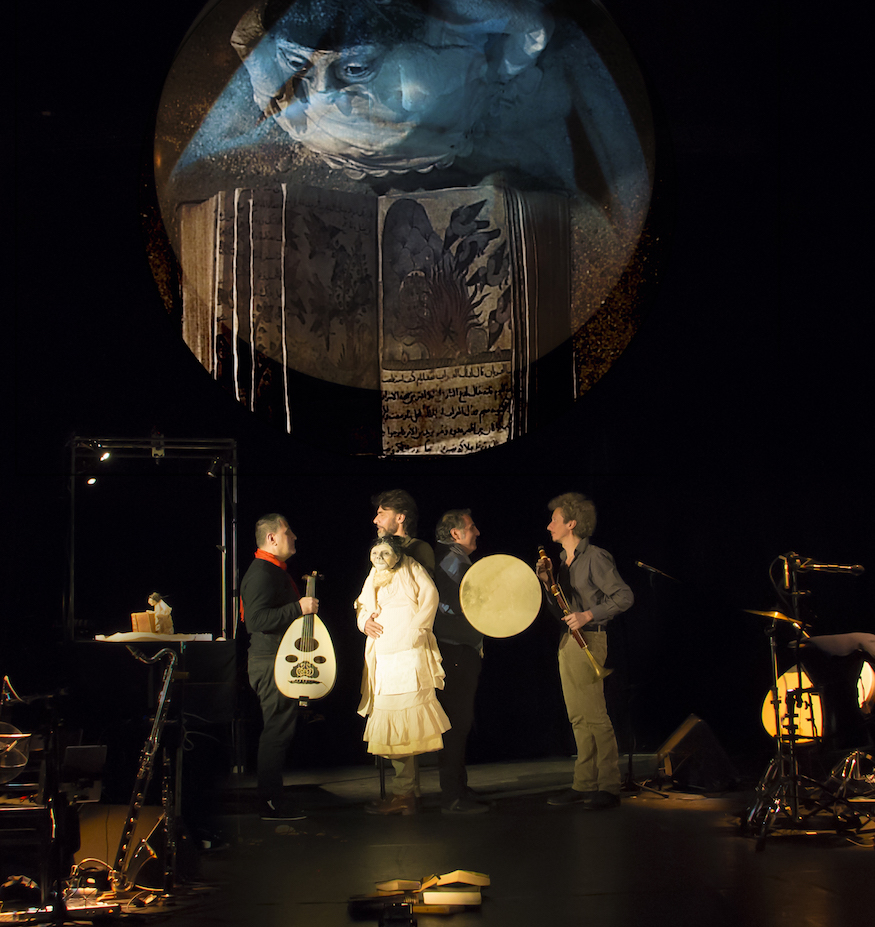
Bab Assalam - On ne vole pas qu'avec des ailes.

C'est la rencontre en 2005, en Syrie, d’un clarinettiste français, Raphaël Vuillard, et de deux musiciens syriens, le oudiste Khaled Aljaramani (cofondateur d'Interzone) et son frère aux percussions Mohanad Aljaramani. Avec l’arrivée de la guitare électrique (Philippe Barbier) et du « live electronic » en 2015, Bab Assalam  (qui signifie : « la porte de la paix ») conduit le traditionnel oriental vers une modernité contemporaine, toujours à la frontière de l'Orient et de l'Occident.
Leur deuxième album Zyriab, sorti en 2015, est un hommage au long chemin de l'exil. En 2017, Bab Assalam revient au trio de départ et invite cette fois un comédien-marionnettiste, un vidéaste et s'empare de l'histoire du livre de Kalila et Dimna, dans un spectacle On ne vole pas qu'avec des ailes où l'on flirte avec les racines communes de l’humanité. 
En 2019, leur spectacle Derviche est un hommage, une ode à l’amour, inspiré par la philosophie et les musiques soufies, c'est une longue transe qui mène à l’extase. Après avoir joué à la citadelle d’Alep aux côtés d’une dizaine de derviches tourneurs en 2010, Bab Assalam réinvente, en compagnie de Sylvain Julien, le mythe des derviches tourneurs où la transe soufie des derviches tourneurs devient une poésie circassienne. « Il s’agit d’emprunter un chemin qui mènera chaque spectateur au-delà du mouvement et des corps, au-delà du temps et des continents afin d’atteindre une sorte de quête transcendante, un mouvement vertical vers le divin »
Leur troisième album s'intitule Maram, sorti en 2019, que l'on peut traduire par désir soufi. C'est un voyage spirituel, entre musique traditionnelle et sonorités plus modernes, le trio nous offre de très belles variations sur la mélancolie et le souffle de vie, malgré tous les drames traversés par la Syrie. 

## Style musical
Leur style musical est résolument engagé, « incarne le lien libertaire entre folklore et rock magnétique » et porte un soutien indéfectible à la paix et la liberté. Pour Bab Assalam, il existe une revendication douce : dire sans fin que la musique se moque des frontières.

## Membres
- Khaled Aljaramani – chant, oud

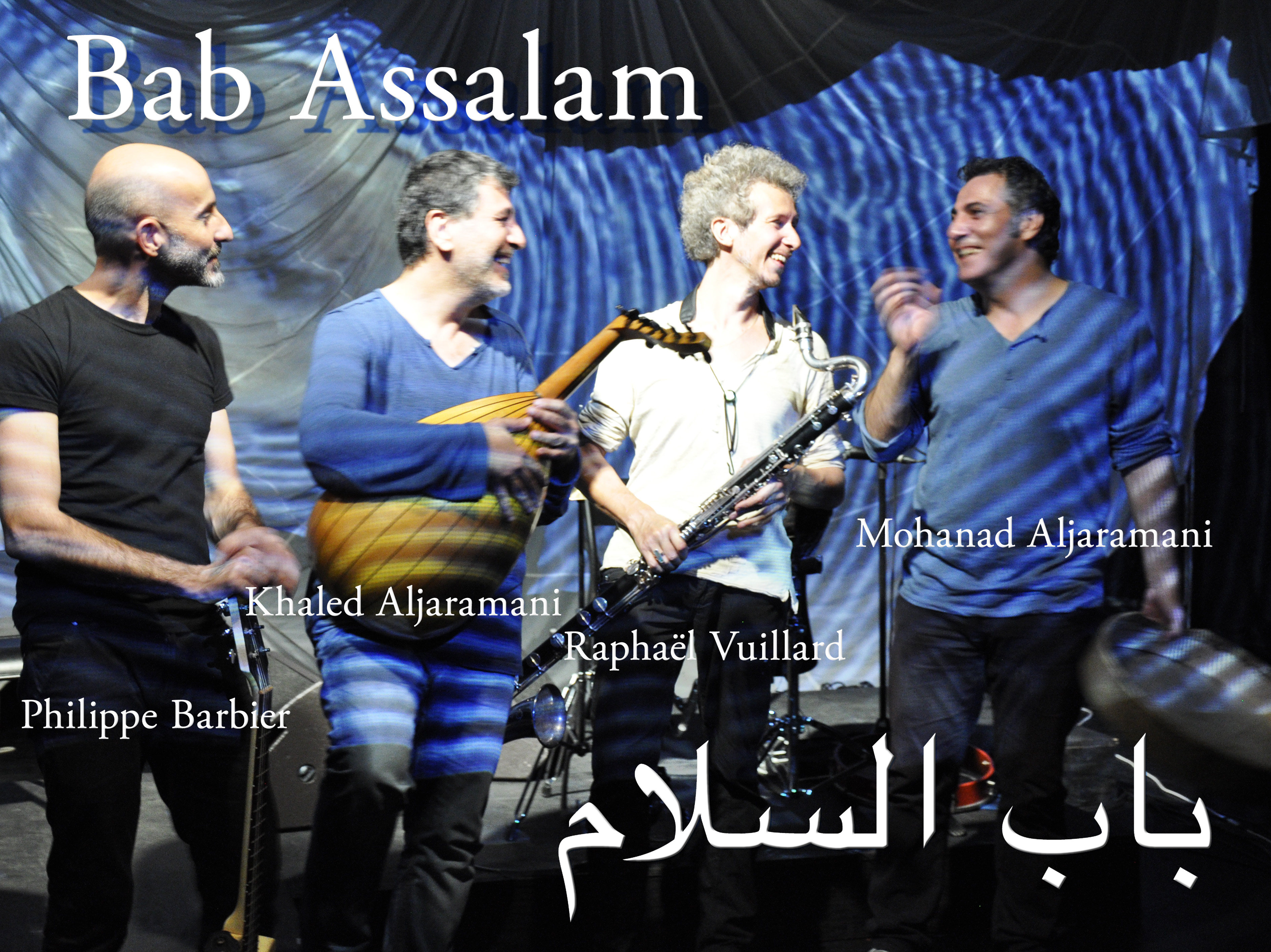
Bab Assalam - Zyriab.

- Mohanad Aljaramani – chant, percussions, oud
- Raphaël Vuillard – clarinette, clarinette basse, live electronic et autres flûtes.
- Emmanuel Sauldubois – collaborateur artistique, sonorisation
- Invités : Philippe Barbier (guitare électrique), Laurent Bastide (comédien), Bertrand Saugier (vidéaste), Sylvain Julien (circassien)